# Resolució 1303 del Consell de Seguretat de les Nacions Unides
La Resolució 1303 del Consell de Seguretat de les Nacions Unides fou adoptada per unanimitat el 14 de juny de 2000. Després de reafirmar totes les resolucions sobre el conflicte de Xipre, incloses les resolucions 1251 (1999) i 1283 (1999), el Consell va ampliar el mandat de la Força de les Nacions Unides pel Manteniment de la Pau a Xipre (UNFICYP) durant sis mesos més fins al 15 de desembre de 2000.
El Consell de Seguretat va prendre nota de la crida en l'informe del secretari general Kofi Annan per a les autoritats de Xipre i Xipre del Nord per abordar urgentment la situació humanitària. El Consell també va donar la benvinguda als esforços per sensibilitzar el personal de les Nacions Unides per al manteniment de la pau en la prevenció i el control del VIH/SIDA i altres malalties.
En l'extensió del mandat de la UNFICYP, la resolució va demanar al Secretari General que informés al Consell l'1 de desembre de 2000 sobre l'aplicació de la resolució actual. L'informe de Kofi Annan també va observar un augment dels contactes entre ambdues parts i la situació al llarg de la línia d'alto el foc es va mantenir estable. L'informe també va assenyalar l'augment de les violacions aèries de la zona d'amortiment i les amenaces contra les forces de manteniment de la pau de les Nacions Unides.
La redacció de la Resolució 1303 va provocar una controvèrsia després que les autoritats grecoxipriotes els preocupés que indicava el reconeixement implícit de Xipre del Nord, i que posteriorment es va modificar. En protesta, les tropes turques van avançar 300 m en la zona d'amortiment a prop de Strovilia i van establir un punt de control fronterer, negant-se a moure's malgrat les crides de les Nacions Unides.